# Can I Say/Wig Out at Denko's
Can I Say/Wig Out at Denko's è una raccolta del gruppo hardcore punk Dag Nasty, pubblicata nel 1991 dalla Dischord Records, che contiene i primi due LP del gruppo (Can I Say e Wig Out at Denko's) allora fuori produzione. I due album sono stati in seguito ripubblicati singolarmente sempre dalla Dischord Records insieme ad alcune bonus track.

## Tracce
1. Values Here
2. One to Two
3. Circles
4. Thin Line
5. Justification
6. What Now?
7. I've Heard
8. Under Your Influence
9. Can I Say
10. Never Go Back
11. The Godfather
12. Trying
13. Safe
14. Fall
15. When I Move
16. Simple Minds
17. Wig Out At Denkos
18. Exercising
19. Dag Nasty
20. Crucial Three

## Formazione
- Dave Smalley - voce (brani 1 - 10)
- Peter Cortner - voce (brani 11 - 20)
- Brian Baker - chitarra, voce secondaria
- Roger Marbury - basso, voce secondaria (brani 1 - 10)
- Doug Carrion - basso, voce secondaria (brani 11 - 20)
- Scott Garrett - batteria, voce secondaria